# 공학 설계 방법
공학 설계 방법이란 공학자가 기능적인 제품 및 과정을 만드는데 사용하는 일반적인 일련의 단계를 가리키는 단어이다. 

## 설명
공학 설계 방법은 매우 반복적이며 다른 과정을 입력하기 전에 과정의 일부를 여러 번 반복해야 하는 경우가 많지만 반복되는 부분과 주어진 과제에서 이러한 주기의 수는 다를 수 있다. 이는 공학, 기초과학 및 수학이 명시된 목표를 달성하기 위해 자원을 최적으로 전환하기 위해서 적용되는 의사결정의 과정이다.(종종 반복적이다.) 설계 과정의 기본 요소 중에는 목표 및 기준 설정, 종합, 분석, 시공, 테스트 및 평가가 있다.

## 같이 보기
- 공학
- 설계